# Зоряний рубіж
Зоряний рубіж — американський фантастичний бойовик 2021 року випуску. Режисер Едвард Дрейк; сценаристи Едвард Дрейк і Корі Лардж. Продюсери Корі Лардж та Білл Бромілі.

## Зміст
Дія відбувається в 2524 році, через 4 століття після освоєння людьми усіх планет Сонячної системи.
Генерал у відставці Джеймс Форд знову приступає до виконання чергового завдання. Коли людству загрожує знищення, Форд зі своєю командою намагається уникнути міжзоряної війни.

## Знімались
- Френк Ґрілло — генерал Райл
- Брюс Вілліс — Джеймс Форд
- Корі Вільям Лардж — Даш
- Сі Джей Перрі — Сол Сантос
- Перрі Рівз — Леа Госс
- Лохлін Манро — Алекс Локк
- Костас Менділор — Маркус Блек
- Єва Де Домінічі — Джуда Сейл
- Аделаїда Кейн — Фіона Арден